# Jesse Lumsden
Jesse Lumsden est un joueur de  football canadien puis bobeur canadien, né le 3 août 1982 à Edmonton.

## Biographie
Jesse Lumsden joue en Ligue canadienne de football entre 2005 et 2010 avec les Tiger-Cats de Hamilton, les Eskimos d'Edmonton et les Stampeders de Calgary, au poste de demi offensif. Il a été choisi sur l'équipe d'étoiles de la division Est en 2007, alors qu'il s'alignait pour les Tiger Cats.
Il commence à concourir en Coupe du monde de bobsleigh lors de la saison 2009-2010.
Aux Jeux olympiques d'hiver de 2010, il termine cinquième du bob à deux et du bob à quatre.
Quelques semaines après sa victoire en Coupe du monde obtenue à Whistler, il participe aux Championnats du monde 2012, où il obtient une médaille d'argent au bob à deux en tant que freineur de Lyndon Rush.
Aux Jeux olympiques d'hiver de 2014, il termine septième du bob à deux.

## Palmarès

### Championnats monde
- : médaillé d'argent en bob à 2 aux championnats monde de 2012 et 2017.

### Coupe du monde
- 13 podiums  : 
  - en bob à 2 : 3 victoires, 4 deuxièmes places et 2 troisièmes places.
  - en bob à 4 : 1 deuxième place et 2 troisièmes places.

#### Détails des victoires en Coupe du monde
| Édition   | Bob à 2             | Bob à 4 |
| 2011-2012 | Whistler            |         |
| 2012-2013 | La Plagne Königssee |         |